# The Shins
The Shins je americká hudební skupina. Vznikla v roce 1996 ve městě Albuquerque v Novém Mexiku. Svou první desku s názvem Oh, Inverted World kapela vydala v roce 2001. Později vydala několik dalších alb. V roce 2014 kapela přispěla písní „So Now What“ na soundtrack k filmu Wish I Was Here režiséra Zacha Braffa. Skupinou během její existence prošlo více hudebníků, jediným stálým členem je frontman James Mercer.